# آنوسیولو
آنوسیولو (به لاتین: Anosivelo) یک منطقهٔ مسکونی در ماداگاسکار است که در فرافنگانا واقع شده‌است. آنوسیولو ۱۵۰ کیلومتر مربع مساحت و ۱۷٬۰۰۰ نفر جمعیت دارد و ۶ متر بالاتر از سطح دریا واقع شده‌است.